# Pfarrhaus (Gebenhofen)

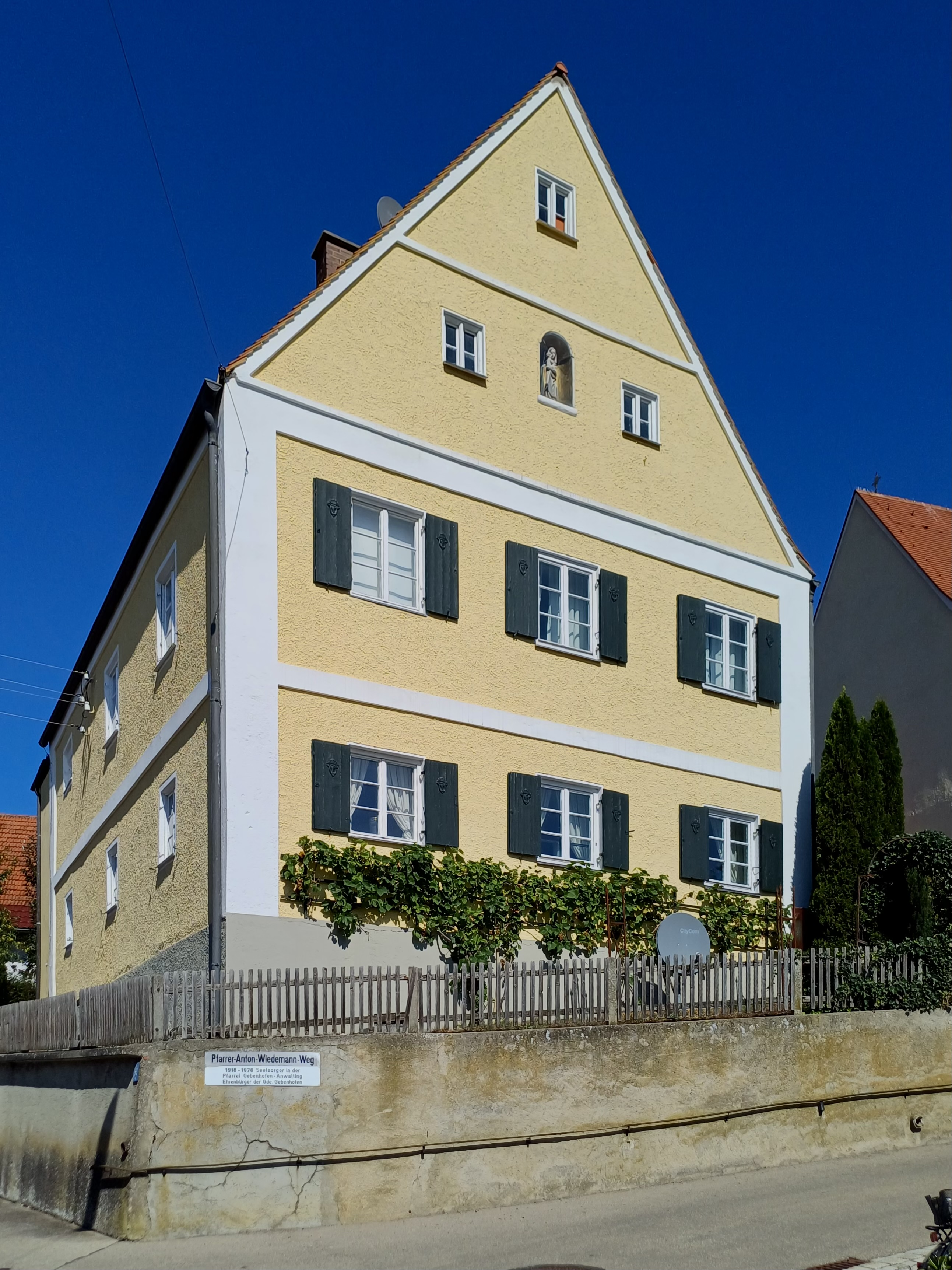
Ehemaliges Pfarrhaus in Gebenhofen

Das Pfarrhaus in Gebenhofen, einem Gemeindeteil von Affing im Landkreis Aichach-Friedberg im bayerischen Regierungsbezirk Schwaben, wurde 1718 errichtet. Das ehemalige Pfarrhaus am Pfarrer-Wiedemann-Weg 3 ist ein geschütztes Baudenkmal.
Der zweigeschossige Satteldachbau mit Putzgliederung besitzt drei zu drei Fensterachsen.